# Pilwiszki (rejon wileński)
Pilwiszki (lit. Pilviškės) − wieś na Litwie, w rejonie wileńskim, 3 km na południowy zachód od Bujwidzów, zamieszkana przez 28 ludzi. Przed II wojną światową w Polsce, w powiecie wileńsko-trockim województwa wileńskiego.